# Gangli della base
I gangli della base (o, più correttamente, nuclei della base) sono un gruppo di nuclei subcorticali, di varia origine, nel cervello dei vertebrati, inclusi gli esseri umani, che si trovano alla base del telencefalo e nella parte superiore del mesencefalo. Sono fortemente interconnessi con la corteccia cerebrale, il talamo e il tronco encefalico, così come molte altre aree del cervello. Sono associati a una varietà di funzioni, tra cui il controllo dei movimenti volontari, l'apprendimento procedurale, l'apprendimento delle abitudini, i movimenti oculari, la cognizione e l'emozione.
I componenti principali dei gangli della base - come definiti funzionalmente - sono lo striato, sia lo striato dorsale (nucleo caudato e putamen) che lo striato ventrale (nucleus accumbens e tubercolo olfattivo), il globo pallido, il pallido ventrale, la substantia nigra e il nucleo subtalamico. Ciascuno di questi componenti ha una complessa organizzazione interna anatomica e neurochimica. Il componente più importante, lo striato (dorsale e ventrale), riceve input da molte aree del cervello oltre i gangli della base, ma invia l'output solo ad altri componenti dei gangli della base. Il pallido riceve input dallo striato e invia l'output inibitorio a varie aree motorie. La substantia nigra è l'origine dell'ingresso striatale del neurotrasmettitore dopamina, che svolge un ruolo importante nella funzione dei gangli della base. Il nucleo subtalamico riceve input principalmente dallo striato e dalla corteccia cerebrale, e proietta sul globo pallido.
Le teorie più accreditate implicano i gangli della base principalmente nella selezione delle azioni - ovvero contribuiscono a decidere quale tra i possibili comportamenti eseguire in un dato momento. In termini più specifici, la funzione primaria dei gangli della base è il controllo e la regolazione delle attività delle aree corticali motorie e premotorie in modo che i movimenti volontari possano essere eseguiti fluidamente. Studi sperimentali mostrano che i gangli della base esercitano un'influenza inibitoria su un numero di sistemi motori e che un rilascio di questa inibizione consente al sistema motorio di attivarsi. La "modifica del comportamento" che avviene all'interno dei gangli della base è influenzata da segnali provenienti da molte parti del cervello, inclusa la corteccia prefrontale, che svolge un ruolo chiave nelle funzioni esecutive.
I gangli della base sono di grande importanza per le normali funzioni e comportamenti cerebrali. La loro disfunzione si traduce in una vasta gamma di condizioni neurologiche tra cui i disturbi del controllo del comportamento e del movimento. Quelli comportamentali includono la sindrome di Tourette, il disturbo ossessivo-compulsivo e la dipendenza. I disordini del movimento comprendono, in particolare, la malattia di Parkinson, che comporta la degenerazione delle cellule produttrici di dopamina nella substantia nigra, la malattia di Huntington, che coinvolge principalmente un danno allo striato, distonia e più raramente emiballismo. I gangli della base hanno un settore limbico ai cui componenti sono assegnati nomi distinti: il nucleus accumbens, il pallido ventrale e l'area tegmentale ventrale (VTA). Vi è una considerevole evidenza che questa parte limbica giochi un ruolo centrale nell'apprendimento della ricompensa, in particolare la via mesolimbica dal VTA al nucleus accumbens, che utilizza il neurotrasmettitore dopamina. Si pensa che un certo numero di droghe, tra cui cocaina, anfetamina e nicotina, agiscano aumentando l'efficacia di questo segnale della dopamina. Ci sono anche evidenze che implicano l'iperattività della proiezione dopaminergica VTA nella schizofrenia.

## Struttura
In termini di sviluppo, il sistema nervoso centrale umano è spesso classificato sulla base delle tre primitive vescicole originarie da cui si sviluppa: queste vescicole primarie si formano nel normale sviluppo del tubo neurale dell'embrione e comprendono inizialmente il prosencefalo, il mesencefalo e il rombencefalo, in orientamento da rostrale a caudale (dalla testa alla coda). Più tardi nello sviluppo del sistema nervoso ogni sezione si trasforma in componenti più piccoli. Durante lo sviluppo, le cellule che migrano tangenzialmente per formare i gangli della base sono dirette dalle eminenze gangliari laterali e mediali.
La seguente tabella mostra questa classificazione evolutiva e la traccia delle strutture anatomiche trovate nei gangli della base. Le strutture relative ai gangli della base sono mostrate in grassetto.
| Divisione primaria del tubo neurale | Divisione secondaria           | Segmenti finali negli umani adulti |
| ----------------------------------- | ------------------------------ | --- |
| Prosencefalo                        | 1. Telencefalo 2. Diencefalo   | 1. corteccia cerebrale, caudato, putamen, ipotalamo 2. Globo pallido, pallido ventrale, talamo, subtalamo, epitalamo, nucleo subtalamico |
| Mesencefalo                         | 1. Mesencefalo                 | 1. Mesencefalo: substantia nigra pars compacta (SNc), substantia nigra pars reticulata (SNr)                                             |
| Rombencefalo                        | 1. Metencefalo 2. Mielencefalo | 1. Ponte e cervelletto 2. Midollo allungato (o bulbo)                                                                                    |

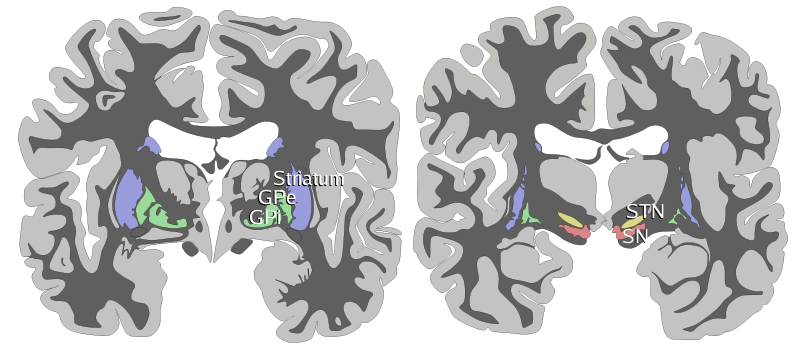
Fette coronali di cervello umano che mostrano i gangli della base. La materia bianca è in grigio scuro, la materia grigia in grigio chiaro.
Anteriore: striato, globo pallido (GPe and GPi)
Posteriore: nucleo subtalamico (STN), substantia nigra (SN)

I gangli della base formano una componente fondamentale del cervello. In contrasto con lo strato corticale che riveste la superficie del proencefalo, i gangli basali sono una raccolta di distinte masse di materia grigia che giacciono nel profondo del cervello non lontano dalla giunzione del talamo. Si trovano a lato del talamo e lo circondano. Come la maggior parte delle parti del cervello, i gangli della base sono costituiti da lati sinistro e destro che sono immagini speculari l'una dell'altra.
In termini di anatomia, i gangli della base sono divisi in quattro strutture distinte, a seconda di come sono superiori o rostrali (in altre parole a seconda di quanto sono vicini alla sommità della testa): due di loro, lo striato e il pallido , sono relativamente grandi; gli altri due, la substantia nigra e il nucleo subtalamico, sono più piccoli. Nell'illustrazione a destra, due sezioni coronali del cervello umano mostrano la posizione dei componenti dei gangli della base. Da notare, e non visto in questa sezione, il nucleo subtalamico e la substantia nigra si trovano più indietro (posteriormente) nel cervello rispetto allo striato e al pallido.

### Striato

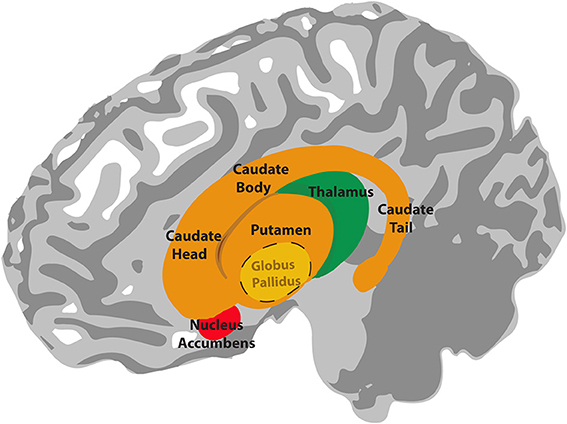
Lo striato in arancione

Lo striato è una struttura sottocorticale generalmente divisa nello striato dorsale e nello striato ventrale, anche se è stato suggerito che una classificazione laterale mediale sia più pertinente dal punto di vista comportamentale e viene utilizzata più ampiamente.
Lo striato è composto principalmente da neuroni medi spinosi. Questi neuroni GABAergici proiettano al globo pallido esterno (laterale) e al globo pallido interno (mediale), nonché alla substantia nigra pars reticulata. Le proiezioni a globo pallido e substantia nigra sono principalmente GABAergiche, sebbene l'encefalina, la dinorfina e la sostanza P siano presenti. Lo striato contiene anche interneuroni classificati come neuroni nitrici (dovuti all'uso di ossido nitrico come neurotrasmettitore), interneuroni colinergici tonicamente attivi, neuroni che esprimono parvalbumina e neuroni che esprimono calretina. Lo striato dorsale riceve significativi input glutammatergici dalla corteccia, così come input dopaminergici dalla substantia nigra pars compacta. Lo striato dorsale viene generalmente considerato coinvolto nelle attività sensomotorie. Lo striato ventrale riceve input glutammatergici dalle aree limbiche e input dopaminergici dalla VTA, attraverso la via mesolimbica. Si ritiene che lo striato ventrale svolga un ruolo nella ricompensa e in altre funzioni limbiche. Lo striato dorsale è diviso nel caudato e nel putamen dalla capsula interna mentre lo striato ventrale è composto dal nucleus accumbens e dal tubercolo olfattivo. Il caudato ha tre regioni principali di connettività, con la testa del caudato che mostra connettività alla corteccia prefrontale, alla corteccia cingolata e all'amigdala. Il corpo e la coda mostrano la differenziazione tra il bordo dorsolaterale e il caudato ventrale, proiettandosi rispettivamente verso le regioni sensomotoria e limbica dello striato. Le fibre striatopallidiche collegano lo striato al pallido.

### Pallido
Il pallido è costituito da una grande struttura chiamata globo pallido insieme ad una più piccola estensione ventrale chiamata pallido ventrale. Il globo pallido appare come una singola massa neurale, ma può essere diviso in due parti funzionalmente distinte, chiamate segmento interno (o mediale) ed esterno (laterale), abbreviati GPi e GPe. Entrambi i segmenti contengono principalmente neuroni GABAergici, che pertanto hanno effetti inibitori sui loro bersagli. I due segmenti partecipano a circuiti neurali distinti. Il GPe riceve input principalmente dallo striato e proietta nel nucleo subtalamico. Il GPi riceve segnali dallo striato tramite i percorsi "diretto" e "indiretto". I neuroni pallidi operano utilizzando un principio di disinibizione. Questi neuroni sparano a velocità elevate in assenza di input, e i segnali dal corpo striato fanno sospendere o ridurre il loro tasso di attività. Poiché i neuroni pallidi stessi hanno effetti inibitori sui loro bersagli, l'effetto netto dell'ingresso striatale sul pallido è una riduzione dell'inibizione tonica esercitata dalle cellule pallide sui loro bersagli (disinibizione) con un aumento del tasso di attività nei bersagli.

### Substantia nigra

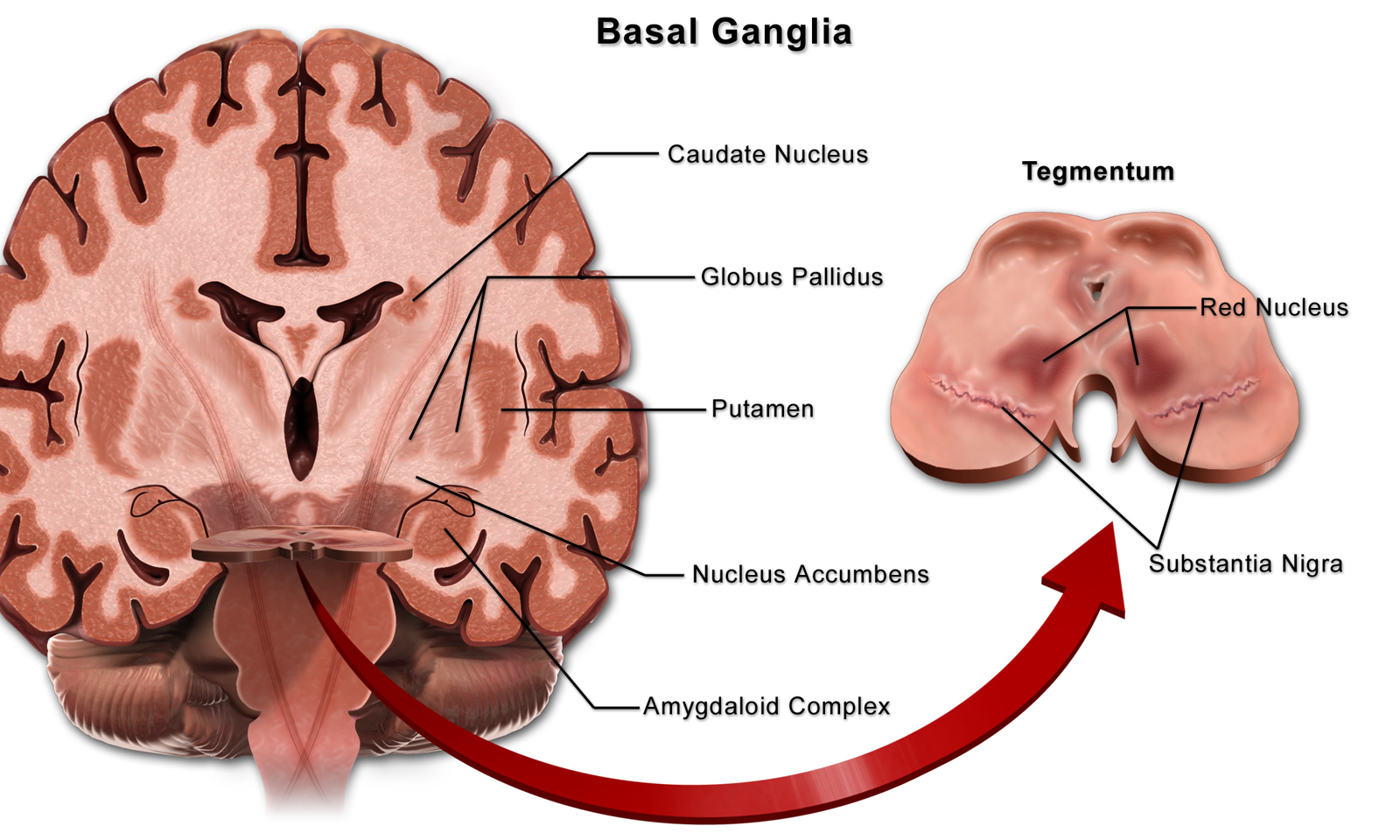
Ubicazione della substantia nigra all'interno dei gangli della base

La substantia nigra è una porzione di materia grigia dei gangli della base costituita da due parti: la pars compacta (SNc) e la pars reticulata (SNr). La SNr lavora spesso all'unisono con GPi e il complesso SNr-GPi inibisce il talamo. La substantia nigra pars compacta (SNc) tuttavia, produce il neurotrasmettitore dopamina, che è molto significativo nel mantenere l'equilibrio nella via striatale. 

### Nucleo subtalamico
Il nucleo subtalamico (di Luys) è una porzione di sostanza grigia diencefalica dei gangli della base e l'unica porzione dei gangli che produce un neurotrasmettitore eccitatorio, il glutammato. Il ruolo del nucleo subtalamico è quello di stimolare il complesso SNr-GPi e fa parte del percorso indiretto. Il nucleo subtalamico riceve l'input inibitorio dalla parte esterna del globo pallido e invia l'input eccitatorio al GPi.

### Circuiti

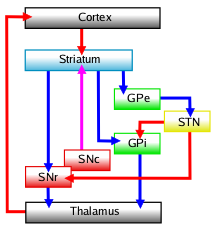
Diagramma della connettività tra gangli della base, talamo e corteccia cerebrale. Le vie eccitatorie glutammatergiche sono in rosso, le vie inibitorie GABAergiche in blu, e le vie modulatorie dopaminergiche in magenta. (Abbreviazioni: GPe: globo pallido esterno; GPi: globo pallido interno; STN: nucleo subtalamico; SNc: substantia nigra pars compacta; SNr: substantia nigra pars reticulata)

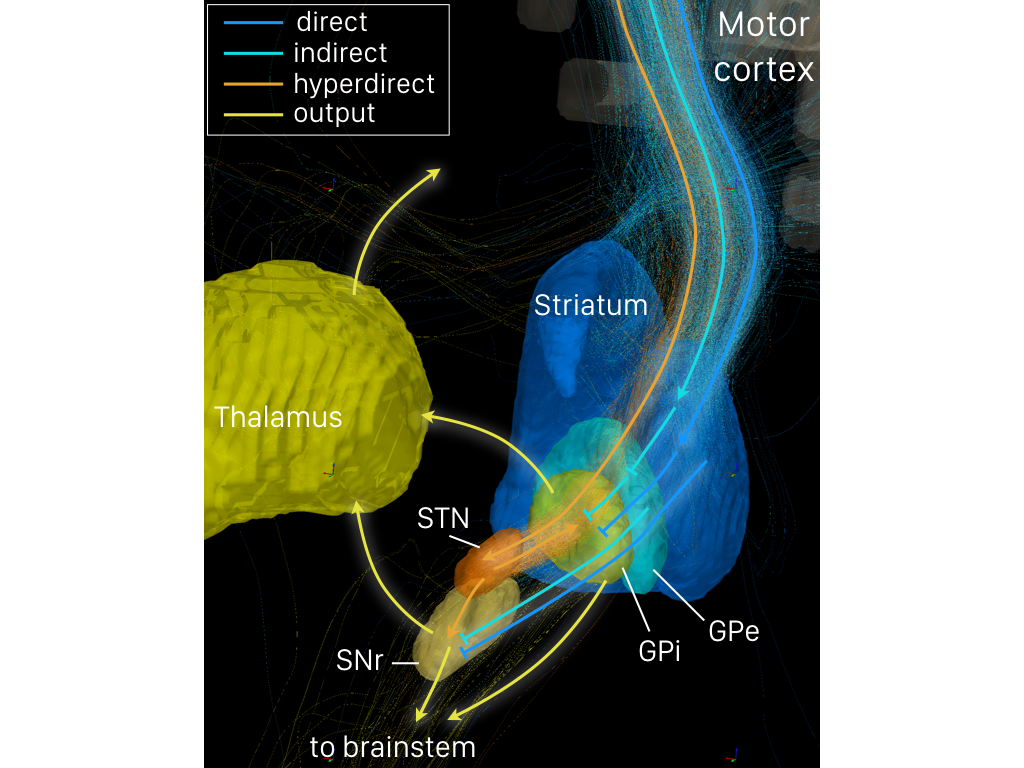
Connettività dei gangli della base come rivelato dall' imaging dello spettro di diffusione basata su 30 soggetti dello Human Connectome Project. I percorsi diretti, indiretti e iperdiretti sono visualizzati in diversi colori (vedi legenda). Il rendering è stato generato utilizzando il software TrackVis

Sono stati proposti molteplici modelli di circuiti e funzioni dei gangli della base, e sono sorti interrogativi sulle divisioni dei percorsi diretti e indiretti, oltreché sulla loro possibile sovrapposizione e regolazione. I modelli circuitali si sono evoluti dal primo modello proposto negli anni '90 da DeLong, il modello di elaborazione parallela, nel quale la corteccia e la substantia nigra pars compacta proiettano nello striato dorsale dando origine ad una via indiretta inibitoria e una via diretta eccitatoria:
- La via indiretta inibitoria comportava l'inibizione del globo pallido esterno, consentendo la disinibizione del globo pallido interno (attraverso il STN) che gli permetteva di inibire il talamo.
- Il percorso diretto o eccitatorio comportava la disinibizione del talamo attraverso l'inibizione del GPi / SNr.

Tuttavia in questo modello la velocità del percorso diretto non sarebbe concordante con il percorso indiretto. Per superare questo, sono stati proposti, nel center surround model, un percorso iperdiretto in cui la corteccia invia proiezioni glutammatergiche attraverso il nucleo subtalamico eccitando il GPe inibitorio, e una via indiretta più breve.
Il percorso diretto, originatosi nello striato dorsale, inibisce il GPi e il SNr, determinando una disinibizione o eccitazione netta del talamo. Questo percorso consiste di neuroni medi spinosi (MSN) che esprimono il recettore D1 della dopamina, il recettore muscarinico dell'acetilcolina M4 e il recettore A1 dell'adenosina. È stato proposto che il percorso diretto faciliti le azioni motorie, i tempi delle azioni motorie, il controllo della memoria di lavoro e le risposte motorie a stimoli specifici.
Il percorso (lungo) indiretto ha origine nello striato dorsale e inibisce il GPe, con conseguente disinibizione del GPi che è quindi libero di inibire il talamo. Questo percorso consiste di MSN che esprimono il recettore dopaminergico D2, il recettore muscarinico dell'acetilcolina M1 e il recettore A2a dell'adenosina. È stato proposto che questo percorso provochi l'inibizione motoria globale (inibizione di tutte le attività motorie) e la cessazione delle risposte. È stato proposto un altro percorso indiretto più breve, che comporta l'eccitazione corticale del nucleo subtalamico con conseguente eccitazione diretta del GPi e l'inibizione del talamo. Questo percorso è proposto per determinare l'inibizione di specifici programmi motori basati sull'apprendimento associativo.
Una combinazione di questi percorsi indiretti con conseguente percorso iperdiretto che determina l'inibizione degli input dei gangli basali è stata proposta come parte della teoria del center surround. Questo percorso iperdiretto è stato proposto inibire le risposte premature o inibire globalmente i gangli della base per consentire un controllo top-down più specifico dalla corteccia.
Le interazioni di questi percorsi sono attualmente in discussione. Alcuni ricercatori sostengono che tutti i percorsi si contrappongono direttamente, mentre altri sostengono la teoria del center surround, secondo cui un input focalizzato nella corteccia è protetto dall'inibizione degli input concorrenti dal resto dei percorsi indiretti.
Generalmente, il circuito cortico-gangli della base-talamo-corteccia, è diviso in un sistema limbico, due associativi (prefrontali), uno oculomotore e un percorso motorio. Il motorio e l'oculomotore sono talvolta raggruppati in un unico percorso motorio. I 5 percorsi generali sono organizzati come segue:
- Il circuito motorio che coinvolge le proiezioni dall'area motoria supplementare, area premotoria arcuata, corteccia motoria e corteccia somatosensoriale al putamen, che proietta nel GPi ventrolaterale e SNr caudolaterale, che proietta nella corteccia attraverso i nuclei talamici (ventralis lateralis pars medialis e ventralis lateralis pars orialis).
- Il circuito oculomotorio coinvolge proiezioni dai campi oculari frontali, dalla corteccia prefrontale dorsolaterale (DLPFC) e dalla corteccia parietale posteriore nel caudato, nel GPa dorsomediale caudale e nella SNr ventrolaterale, infine tornando indietro nella corteccia attraverso il nucleo ventrale laterale anteriore magnocellulare (VAMC).
- Il primo percorso cognitivo / associativo consiste di un percorso dalla DLPFC, nel caudato dorsolaterale, seguito da una proiezione nel GPi dosomediale laterale e da SNr rostrale prima di proiettarsi nel VAmc laterale e nella parte magnocellulare mediale.
- Il secondo percorso cognitivo / associativo proposto è un circuito che si proietta dalla corteccia orbitofrontale laterale, il giro temporale e la corteccia cingolata anteriore nel caudato ventromediale, seguita da una proiezione nel GPe lateromediale e da SNr rostrolaterale prima di tornare nella corteccia attraverso il VAmc mediale e il magnocellulare mediale.
- Il circuito limbico coinvolge le proiezioni dell'ACC, dell'ippocampo, della corteccia entorinale e dell'insula nello striato ventrale, quindi nel GPi rostrodorsale, pallido ventrale e SNr rostrodorsale, seguito da un ritorno nella corteccia attraverso la parte posteromediale del nucleo dorsale mediale[24].

Tuttavia, sono state proposte più suddivisioni di circuiti, fino a 20.000.

## Funzioni
La principale funzione dei gangli della base è il controllo dei movimenti, sia volontari che involontari. Altre funzioni includono:

### Movimenti oculari
Una funzione intensamente studiata dei gangli della base è il suo ruolo nel controllo dei movimenti oculari. Il movimento oculare è influenzato da una vasta rete di regioni cerebrali che convergono su un'area del mesencefalo chiamata collicolo superiore (SC). Il SC è una struttura a strati i cui strati formano mappe retinotopiche bidimensionali dello spazio visivo. Un "sobbalzo" di attività neurale negli strati profondi del SC guida un movimento oculare diretto verso il punto corrispondente nello spazio.
Il SC riceve una forte proiezione inibitoria dai gangli della base, originata dalla substantia nigra pars reticulata (SNr). I neuroni nella SNr di solito sparano continuamente a velocità elevate, ma all'inizio di un movimento oculare si "mettono in pausa", interrompendo così l'inibizione al SC. I movimenti oculari di tutti i tipi sono associati alla "pausa" nello SNr; tuttavia, i singoli neuroni SNr possono essere maggiormente associati ad alcuni tipi di movimenti rispetto ad altri. I neuroni in alcune parti del nucleo caudato mostrano anche attività legate ai movimenti oculari. Dato che la grande maggioranza delle cellule caudate sparano a frequenze molto basse, questa attività si presenta quasi sempre come un aumento della frequenza di attività. Quindi, i movimenti oculari iniziano con l'attivazione nel nucleo caudato, che inibisce la SNr attraverso le proiezioni GABAergiche dirette, che a loro volta disinibiscono il SC.

### Ruolo nella motivazione
La dopamina extracellulare nei gangli della base è stata collegata a stati motivazionali nei roditori, con alti livelli collegati all'"euforia", livelli medi con i comportamenti di ricerca e livelli bassi con i comportamenti di avversione. I circuiti dei gangli basali limbici sono fortemente influenzati dalla dopamina extracellulare. L'aumento della dopamina determina l'inibizione del pallidum ventrale, del nucleo entopeduncolare e della substantia nigra pars reticulata, con conseguente disinibizione del talamo. Questo modello del percorso D1 diretto e del percorso D2 indiretto, spiega perché gli agonisti selettivi di ciascun recettore non sono gratificanti, poiché per la disinibizione è necessaria attività su entrambi i percorsi. La disinibizione del talamo porta all'attivazione della corteccia prefrontale e dello striato ventrale, selettivo per l'aumento dell'attività del D1 che porta alla ricompensa. Ci sono anche prove da primati non umani e studi di elettrofisiologia umana che altre strutture dei gangli della base, tra cui il globo pallido interno e il nucleo subtalamico sono coinvolte nell'elaborazione della ricompensa.

### Processo decisionale
Due modelli sono stati proposti per i gangli della base, riguardo al processo decisionale. Uno è che le azioni sono generate da un "critico" nello striato ventrale che stima il valore, mentre sono eseguite da un "attore" nello striato dorsale. Un altro modello propone che i gangli della base agiscano come un meccanismo di selezione, in cui le azioni sono generate nella corteccia e sono selezionate in base al contesto dai gangli della base. Il circuito cortico-gangli della base-talamo-corteccia è anche coinvolto nel meccanismo di ricompensa, con l'attività neurale che aumenta con una ricompensa inaspettata o maggiore del previsto. Una revisione ha sostenuto l'idea che la corteccia fosse coinvolta in azioni di apprendimento indipendentemente dal loro esito, mentre i gangli della base erano coinvolti nella selezione di azioni appropriate basate sull'apprendimento per prove ed errori.

### Memoria di lavoro
È stato proposto che i gangli della base svolgano una funzione nello stabilire ciò che entra e ciò che non entra nella memoria di lavoro. Un'ipotesi propone che il percorso diretto (eccitatorio) consenta l'ingresso dell'informazione nella corteccia prefrontale (PFC), dove rimane indipendente dall'attività del percorso. Tuttavia un'altra teoria propone che, per far sì che le informazioni rimangano nella PFC, il percorso diretto deve continuare a riverberarsi. È stato proposto che il percorso indiretto breve, in un antagonismo diretto con il percorso diretto, chiuda l'accesso verso la PFC. Insieme, questi meccanismi regolerebbero l'attenzione sulla memoria di lavoro.

## Importanza clinica
I disturbi dei gangli della base sono un gruppo di disordini del movimento che derivano da un eccesso di produzione dai gangli della base al talamo (ipocinesia), o dalla produzione insufficiente (ipercinesia). I disturbi ipocinetici derivano da un'eccessiva produzione dei gangli della base, che inibisce l'uscita dal talamo alla corteccia e limita quindi il movimento volontario. I disturbi ipercinetici derivano da un basso livello di uscita dai gangli basali al talamo, che non conferisce abbastanza inibizione alle proiezioni talamiche alla corteccia e quindi dà origine a movimenti incontrollati o involontari. La disfunzione dei circuiti dei gangli della base può anche portare ad altri disturbi.
Quello che segue è un elenco di disturbi che sono stati collegati ai gangli della base:
- Acinesia psichica (Sindrome PAP)
- Atetosi
- Balbuzie[32]
- Blefarospasmo
- Bruxismo
- Corea
- Corea di Sydenham
- Depressione maggiore[33]
- Dipendenza
- Discinesia tardiva, causata da un trattamento cronico antipsicotico
- Disfonia spasmodica
- Distonia
- Disturbo da deficit di attenzione e iperattività (ADHD)
- Disturbo ossessivo-compulsivo[34][35]
- Altri disturbi d'ansia[35]
- Kernicterus
- Malattia di Fahr
- Malattia di Huntington
- Malattia di Parkinson
- Malattia di Wilson
- PANDAS
- Paralisi cerebrale: danni dei gangli della base durante il secondo e il terzo trimestre di gravidanza
- Sindrome dell'accento straniero (FAS)
- Sindrome di Lesch-Nyhan
- Sindrome di Tourette

## Storia
L'accettazione che il sistema dei gangli della base costituisca un importante sistema cerebrale ha richiesto tempo per insorgere. La prima identificazione anatomica di strutture subcorticali distinte fu pubblicata da Thomas Willis nel 1664. Per molti anni, il termine corpus striatum è stato usato per descrivere un ampio gruppo di elementi sottocorticali, alcuni dei quali sono stati successivamente scoperti essere funzionalmente non correlati. Per molti anni, il putamen e il nucleo caudato non sono stati associati tra loro. Invece, il putamen era associato al pallido in quello che era chiamato il nucleo lenticolare o nucleus lentiformis.
Un'accurata riconsiderazione di Cécile e Oskar Vogt (1941) semplificò la descrizione dei gangli basali proponendo il termine striato per descrivere il gruppo di strutture costituito dal nucleo caudato, il putamen e la massa che le collegava ventralmente, il nucleus accumbens. Lo striato è stato chiamato sulla base dell'aspetto striato (a strisce) creato irradiando fasci densi di assoni striato-pallido-nigrali, descritti dall'anatomista Samuel Alexander Kinnier Wilson (1912) come "a matita".
Il legame anatomico dello striato con i suoi bersagli primari, il pallido e la substantia nigra, fu scoperto più tardi. Il nome globus pallidus (globo pallido) fu attribuito da Déjerine a Burdach (1822). Per questo, i Vogt proposero il più semplice "pallidum". Il termine "locus niger" fu introdotto da Félix Vicq-d'Azyr come tache noire nel (1786), sebbene quella struttura sia diventata nota come substantia nigra, a causa dei contributi di Von Sömmerring nel 1788. La somiglianza strutturale tra la sostanza nigra e globus pallidus fu notato da Mirto nel 1896. Insieme, i due sono noti come l'insieme pallidonigrale, che rappresenta il nucleo dei gangli della base. Complessivamente, le strutture principali dei gangli della base sono collegate tra loro dal fascio striato-pallido-nigrale, che passa attraverso il pallido, attraversa la capsula interna come il "fascio a pettine di Edinger", e infine raggiunge la substantia nigra.
Altre strutture che in seguito si associarono ai gangli della base sono il "corpo di Luys" (1865) o nucleo subtalamico, la cui lesione era nota per produrre disordini del movimento. Più recentemente, altre aree come il nucleo centromediano e il complesso pedunculopontino sono state ritenute regolatrici dei gangli della base.
Verso l'inizio del XX secolo, il sistema dei gangli della base fu associato per la prima volta a funzioni motorie, poiché le lesioni di queste aree avrebbero spesso causato un movimento disordinato nell'uomo (corea, atetosi, malattia di Parkinson).

### Terminologia
La nomenclatura del sistema dei gangli della base e le sue componenti è sempre stata problematica. I primi anatomisti, vedendo la struttura anatomica macroscopica ma non conoscendo l'architettura cellulare o la neurochimica, raggrupparono componenti che ora si ritiene abbiano funzioni distinte (come i segmenti interni ed esterni del globo pallido) e diedero nomi distinti a componenti che si pensa ora che siano funzionalmente parti di una singola struttura (come il nucleo caudato e il putamen).
Il termine "della base" deriva dal fatto che la maggior parte dei suoi elementi si trova nella parte basale del proencefalo. Il termine "gangli" è un nome improprio: nell'uso moderno, i cluster neurali sono chiamati "gangli" solo nel sistema nervoso periferico; nel sistema nervoso centrale sono chiamati "nuclei". Per questo motivo, i gangli basali sono anche conosciuti come "nuclei della base". Terminologia Anatomica (1998), l'autorità internazionale per la denominazione anatomica, ha mantenuto il latino "nuclei basales", ma questo termine non è comunemente usato.
L'International Basal Ganglia Society (IBAGS) considera informalmente i gangli della base costituiti dallo striato, dal pallido (con due nuclei), dalla substantia nigra (con le sue due parti distinte) e dal nucleo subtalamico, mentre Terminologia Anatomica esclude gli ultimi due. Alcuni neurologi hanno incluso il nucleo centromediano del talamo come parte dei gangli della base e alcuni hanno anche incluso il nucleo pedunculopontino.